# Glatsnog
Glatsnog (Coronella austriaca) er en art af ikke-giftig slange, som tilhører familien snoge. Glatsnogen findes i Europa. Den kan forekomme i Danmark. Sidste rapporterede fund i Danmark er fra 1914 ved Hjerl Hede. Muligvis blev glatsnogen set i 1979 i Vendsyssel, men fundet blev ikke bekræftet, glatsnogen er meget svær at finde og det kan ikke udelukkes, at arten stadig findes i Danmark.
I Blekinge er den relativt almindelig. Den er vurderet som utilstrækkelige data på den danske rødliste 2019.

## Størrelse og udseende
Glatsnogen bliver indtil ca. 80 cm lang, den længste som er målt i Norge var 89 cm. Farven er brun eller grå, men kan også være gul-eller rødbrun. Farven er mørkere på midten af ryggen end ned langs siderne, på baghovedet har den en stor mørkebrun kroneplet, og der løber en brun stribe fra næseborene gennem øjnene til mundvige og hals. Fra baghovedet fortsætter to rækker mørkebrune pletter ned langs ryggen, disse pletter kan sidde forskudt for hinanden eller hos nogle glatsnoge smelte sammen i et mønster, der kan minde om hugormens siksakstriber.